# Косматый поползень
Косматый поползень (лат. Sitta villosa) — небольшая птица из семейства поползневых, распространённая в Азии.

## Описание

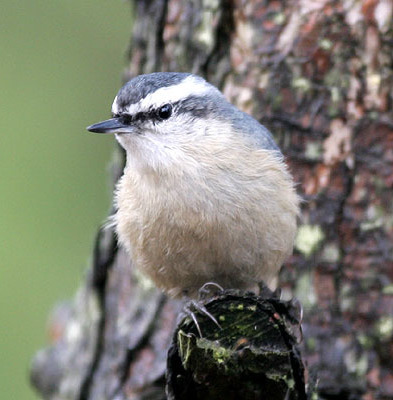

Небольшая подвижная птица длиной тела 11,5 см, длиной крыла 63-77 мм у самцов, 63-72 мм у самок, длиной клюва 14,5-18 мм и лапки 13,5-17 мм и весом 8—12 г.

## Ареал
На территории России вид впервые обнаружен в 1967 году. Принадлежит к числу наиболее редких гнездящихся птиц Уссурийского края, на юго-западе которого, расположено единственное место гнездования этого вида в пределах России. Известны только два небольших изолированных места гнездования в истоках реки Уссури в урочище Мута и на Борисовском (Шуфанском) плато, а также в бассейне реки Комисаровка к северу от Борисовского плато.
Вне России гнездовой ареал вида охватывает горные местности Северной Кореи, Северо-Восточного, Северного и Юго-Западного Китая.

## Биология
Перелётный вид. Птицы приморской популяции проводят зиму в центральных районах Корейского полуострова. Весенняя миграция — с конца апреля до начала июня. Осенняя миграция — с середины сентября по начало октября.
В период гнездования птицы населяет лиственничные леса, либо леса со значительным участием лиственницы. Обязательным условием является наличие редкостойных насаждений.
Гнездится в дуплах, преимущественно на лиственницах, выдалбливаемых самостоятельно, либо используют старые дупла дятлов. За сезон — один выводок. В кладке 5-6 яиц. Птицы кормятся в кронах хвойных деревьев беспозвоночными и семенами шишек.

## Охрана
Вид включён в Красную книгу России, как вид с сокращающейся численностью на периферии ареала.